# Parectopa pulverella
Parectopa pulverella är en fjärilsart som först beskrevs av Walsingham 1897.  Parectopa pulverella ingår i släktet Parectopa och familjen styltmalar.
Artens utbredningsområde är Dominikanska republiken. Inga underarter finns listade i Catalogue of Life.